# John Murphy Willems
John Murphy Willems, ameriški jahač in častnik, * 24. december 1901, Fort Leavenworth, † 14. september 1976, San Diego.
Willems je bil jahač na Poletnih olimpijskih igrah 1936 v Berlinu. V individualni konkurenci tridnevnega turnirja je bil diskvalificiran, ekipa ZDA pa v isti disciplini ni končala tekmovanja.